# Lienhardt Baldner

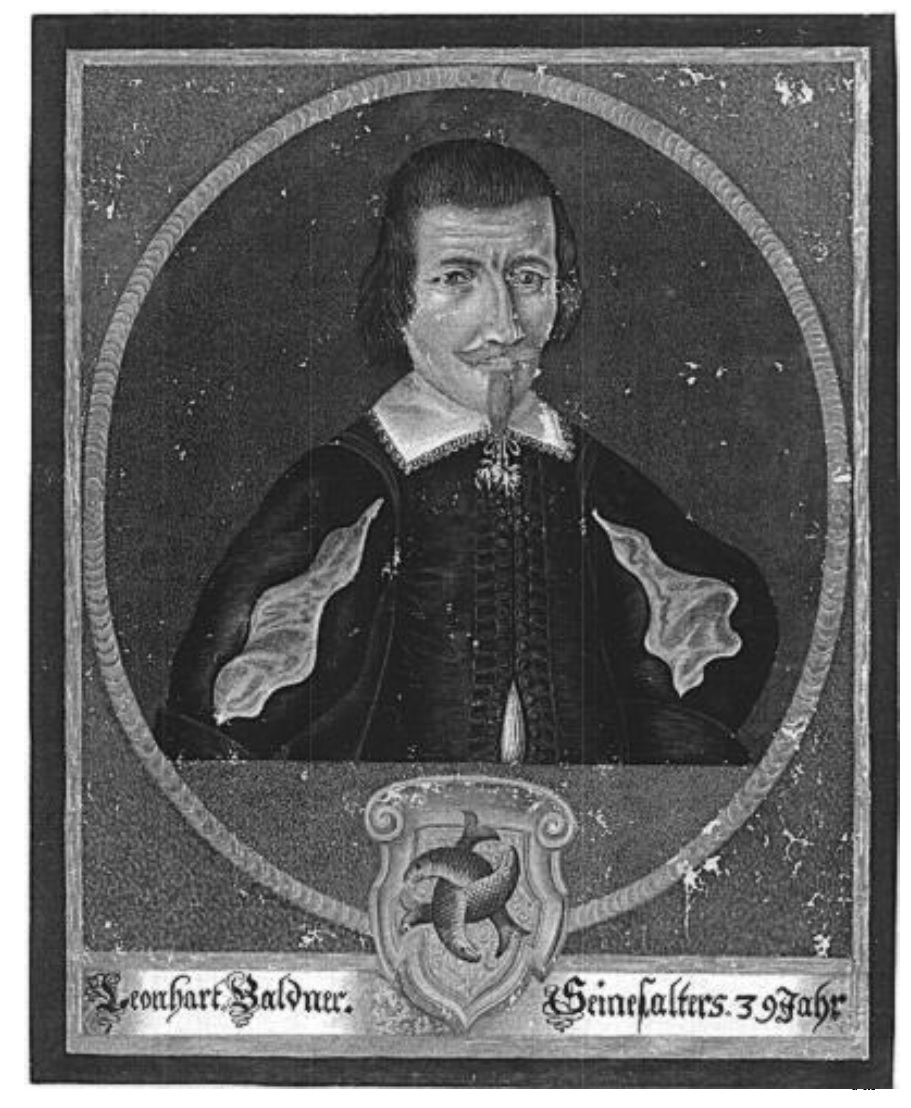
Lienhardt Baldner (1666)

Lienhardt Baldner (getauft am 9. Januar 1612 in Straßburg; gestorben am 1. Februar 1694, begraben am 4. Februar 1694 ebenda) war ein Naturforscher und Maler.

## Leben und Wirken
Lienhardt Baldner war ein Sohn von Carl Baldner und Ursula Mock. Sein Vater war ein Fischmeister und gehörte dem Rat der Fünfzehner zu Straßburg an. Baldner selbst heiratete am 27. Januar 1636 eine Frau namens Salome, deren Vater der Straßburger Stadtseiler Hans Michael Friess war. In zweiter Ehe heiratete er 1650 Anna Ursula, deren Vater der Goldschmied Albrecht Spengel war. Am 13. April 1665 heiratete er eine Frau namens Barbara, deren Vater Benedict Grosse ein Professor der hebräischen Sprache war. Aus jeder der Ehen stammten vier Kinder, jeweils sechs Söhne und sechs Töchter.
Baldner gilt als „Vater der elsäßischen Naturgeschichte“, der Tiere und Landschaften malte und ein exzellenter Naturforscher und -beobachter war. Er erkannte 1666 als erste Person die Metamorphose des Neunauges, was jedoch keinerlei Beachtung fand. Entsprechende Erkenntnisse wurden erst 1856 erneut beschrieben.
Von 1645 bis 1654 arbeitete Baldner als Wasserzoller und erhob damit die Zölle für Schiffe, die auf dem Rhein verkehrten. Nach 1654 arbeitete er als Hagmeister, Salz- und Holzverwalter und über mehrere Jahrzehnte als Straßburger Fischmeister. Ab 1646 hielt er Beobachtungen fest, die 1666 als „Vogel-, Fisch- und Thierbuch“ erschienen. Davon sind mehrere Kopien erhalten geblieben, darunter in der Universitätsbibliothek Kassel. Es handelt sich dabei um eine aus heutiger Sicht erstaunliche „recht natürliche Beschreibung und Abmahlung der Wasser Vögel, Fischen, vierfüesigen Thier, Insecten, und Gewürm, so bey Straßburg in den Wassern gefundē werden, die ich selber geschoßen und die Fisch gefangen, auch alles in meiner Handt gehabt“.